# Tjeld-klass
Tjeld-klass var en klass norska motortorpedbåtar tillverkade av Westermoen på 1960-talet. Tjeld-klassen är baserad på Jan Herman Linges testfartyg Nasty och kallas därför ibland för Nasty-klass. Flera fartyg byggdes också för export till Grekland och Tyskland.

## Utveckling
I mitten på 1950-talet började den norske fartygskonstruktören Jan Herman Linge att arbeta på en motortorpedbåt lämplig för norska förhållanden. Han gick grundligt tillväga genom att jämföra redan existerande motortorpedbåtar och försöka kombinera deras bästa egenskaper. Resultatet blev fartyget Nasty som sjösattes 1957. Nasty tilldrog sig inte bara Sjøforsvarets intresse utan uppmärksammades även internationellt. Sjøforsvaret köpte Nasty 1958 och använde hennes som provfartyg fram till 1967.
På våren 1958 beställde Sjøforsvaret en serie om 12 fartyg (senare utökat till 20) av Westermoen. Det första serieproducerade fartyget Tjeld (P343) fick ge namn åt klassen. Även tyska Bundesmarine beställde två fartyg (Hugin och Munin) för utvärdering. De var i tjänst i fyra år innan man bestämde sig för att de var för små och hade för dålig sjövärdighet för att användas i Nordsjön och Östersjön. De båda fartygen såldes därför till Turkiet där de fick namnen Doğan och Martı. Även Turkiets granne Grekland fick upp ögonen för de små och kostnadseffektiva motortorpedbåtarna och beställde sex stycken fartyg. De var de första fartyg som byggdes för Greklands flotta sedan innan andra världskriget. Grekland är det enda land som fortfarande har sina fartyg i aktiv tjänst, sedan 1989 ombyggda med modernare motorer.

## Användning
De norska fartygen tjänstgjorde fram till slutet på 1970-talet då de ersattes av Hauk-klassen. Åtta av fartygen överfördes till Sjøheimevernet. De fartygen berövades sin ursprungliga beväpning och utrustades med en 12,7 mm Browning-kulspruta. Resterande fartyg lades i malpåse och såldes till Stapletask Ltd. i Sittingbourne. Några av fartygen byggdes om för civil användning, men de flesta skrotades. Även Sjøheimevernet tog sina fartyg ur tjänst 1992. Tre sparades som museifartyg medan resten skrotades.
Även Grekland lade sina fartyg i malpåse 1983. Fyra av dem har dock restaurerats och fått nya MTU-motorer och används fortfarande som patrullbåtar i Egeiska havet.
Under Vietnamkriget köpte USA:s flotta 14 båtar från Westermoen och ytterligare 6 tillverkade på licens av Trumpy & Sons i Annapolis. Dessa båtar saknade torpedtuber och hade i stället tyngre beväpning av eldvapen och användes för att patrullera de grunda kustområdena och de inre vattenvägarna i Vietnam. Se Nasty-klass.

## Fartyg i klassen

### Norge
| Namn   | Bognummer | Sjösatt          | Tagen i tjänst    | Öde                                                                                              |
| ------ | --------- | ---------------- | ----------------- | ------------------------------------------------------------------------------------------------ |
| Nasty  | inget     | 1957             | 1958              | Prototyp och provfartyg. Struken 1967.                                                           |
| Tjeld  | P343      | 8 augusti 1959   | 25 juni 1960      | Överförd till Sjøheimevernet 1977. Omdöpt till Sel 1981. Skrotad 1992.                           |
| Skarv  | P344      | 1 december 1959  | 15 oktober 1960   | Såld Stapletask Ltd i Sittingbourne, England 1981.                                               |
| Teist  | P345      | 2 juni 1960      | 7 februari 1961   | Såld Stapletask Ltd i Sittingbourne, England 1981.                                               |
| Jo     | P346      | 19 november 1960 | 17 februari 1961  | Såld Stapletask Ltd i Sittingbourne, England 1981.                                               |
| Lom    | P347      | 17 februari 1961 | 28 mars 1961      | Såld Stapletask Ltd i Sittingbourne, England 1981. Ombyggd till motoryacht.                      |
| Stegg  | P348      | 24 mars 1961     | 28 mars 1961      | Överförd till Sjøheimevernet 1977 och omdöpt till Hval 1981. Skrotad 1992.                       |
| Hauk   | P349      | 5 maj 1961       | 30 juni 1961      | Överförd till Sjøheimevernet 1977 och omdöpt till Laks 1981. Skrotad 1992.                       |
| Falk   | P350      | 25 maj 1961      | 14 september 1961 | Såld Stapletask Ltd i Sittingbourne, England 1981.                                               |
| Ravn   | P357      | 25 augusti 1961  | 8 december 1961   | Överförd till Sjøheimevernet 1977 och omdöpt till Knurr 1981. Skrotad 1992.                      |
| Gribb  | P388      | 8 november 1961  | 5 mars 1962       | Överförd till Sjøheimevernet 1977 och omdöpt till Delfin 1981. Bevarad som museifartyg i Mandal. |
| Geir   | P389      | 3 mars 1962      | 13 april 1962     | Såld Stapletask Ltd i Sittingbourne, England 1981.                                               |
| Erle   | P390      | 04 april 1962    | 6 juli 1962       | Såld Stapletask Ltd i Sittingbourne, England 1981.                                               |
| Sel    | P382      | 7 mars 1963      | 27 maj 1963       | Såld Stapletask Ltd i Sittingbourne, England 1981.                                               |
| Hval   | P383      | 31 januari 1964  | 19 mars 1964      | Såld Stapletask Ltd i Sittingbourne, England 1981.                                               |
| Laks   | P384      | 10 april 1964    | 15 maj 1964       | Såld Stapletask Ltd i Sittingbourne, England 1981. Numera husbåt i Great Wakering, Essex.        |
| Hai    | P381      | 5 juni 1964      | 10 juli 1964      | Överförd till Sjøheimevernet 1977. Bevarad som museifartyg i Fredrikstad.                        |
| Knurr  | P385      | 23 oktober 1964  | 1 december 1964   | Såld Stapletask Ltd i Sittingbourne, England 1981.                                               |
| Lyr    | P387      | 5 januari 1965   | 1 februari 1965   | Överförd till Sjøheimevernet 1977. Skrotad 1992.                                                 |
| Skrei  | P380      | 7 december 1964  | 14 januari 1966   | Överförd till Sjøheimevernet 1977. Bevarad som museifartyg i Horten.                             |
| Delfin | P386      | 7 januari 1966   | 20 maj 1966       | Såld till ”Shetlandsbussens venner” 1984. Skrotad 1992.                                          |

### Grekland
| Namn         | Bognummer  | Sjösatt | Tagen i tjänst   | Öde                                                           |
| ------------ | ---------- | ------- | ---------------- | ------------------------------------------------------------- |
| Andromeda II | P21 (P196) | 1965    | 21 november 1966 | Lagd i malpåse 1983. Återtagen i tjänst med nya motorer 1989. |
| Eniochos     | P22        | 1965    | 11 december 1966 | Förlist utanför Donousa 20 oktober 1968.                      |
| Kastor II    | P23 (P197) | 1965    | 16 februari 1967 | Avrustad 1983.                                                |
| Kyknos       | P24 (P198) | 1965    | 25 februari 1967 | Lagd i malpåse 1983. Återtagen i tjänst med nya motorer 1989. |
| Pegasos II   | P25 (P199) | 1966    | 12 april 1968    | Lagd i malpåse 1983. Återtagen i tjänst med nya motorer 1989. |
| Toxotis      | P26 (P288) | 1966    | 31 maj 1967      | Lagd i malpåse 1983. Återtagen i tjänst med nya motorer 1989. |

Bognummer inom parentes är efter omnumreringen 1982.

### Tyskland
| Namn  | Bognummer | Sjösatt      | Tagen i tjänst | Avrustad       | Öde                                         |
| ----- | --------- | ------------ | -------------- | -------------- | ------------------------------------------- |
| Hugin | P6191     | 26 mars 1960 | 5 oktober 1960 | 4 januari 1964 | Såld till Turkiet i augusti 1964 som Doğan. |
| Munin | P6192     | 26 juni 1960 | 5 oktober 1960 | 4 januari 1964 | Såld till Turkiet i augusti 1964 som Martı. |

### Turkiet
| Namn  | Bognummer | Köpt         | Avrustad |
| ----- | --------- | ------------ | -------- |
| Doğan | P-327     | augusti 1964 | 1973     |
| Martı | P-328     | augusti 1964 | 1973     |